# Cavendishia barnebyi
Cavendishia barnebyi är en ljungväxtart som beskrevs av J.L. Luteyn. Cavendishia barnebyi ingår i släktet Cavendishia och familjen ljungväxter. Inga underarter finns listade i Catalogue of Life.